# Kirche von Eid

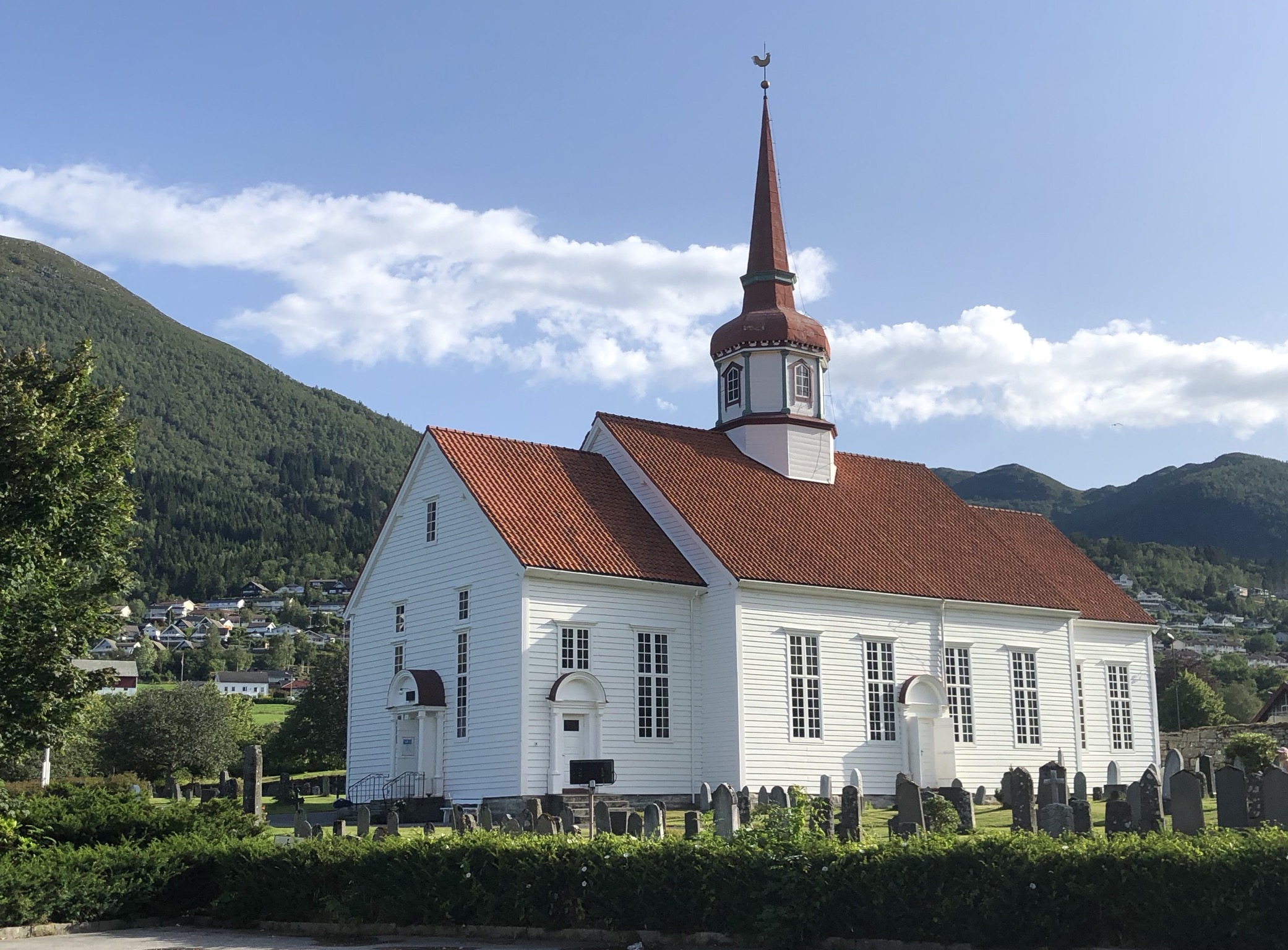
Kirche von Eid, Blick von Südwesten, 2019

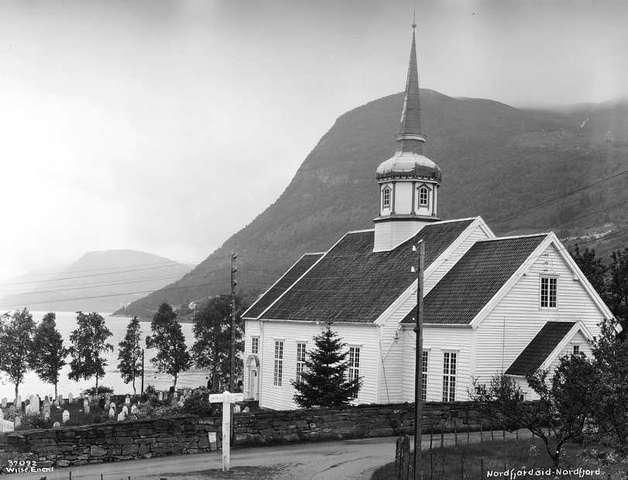
1931

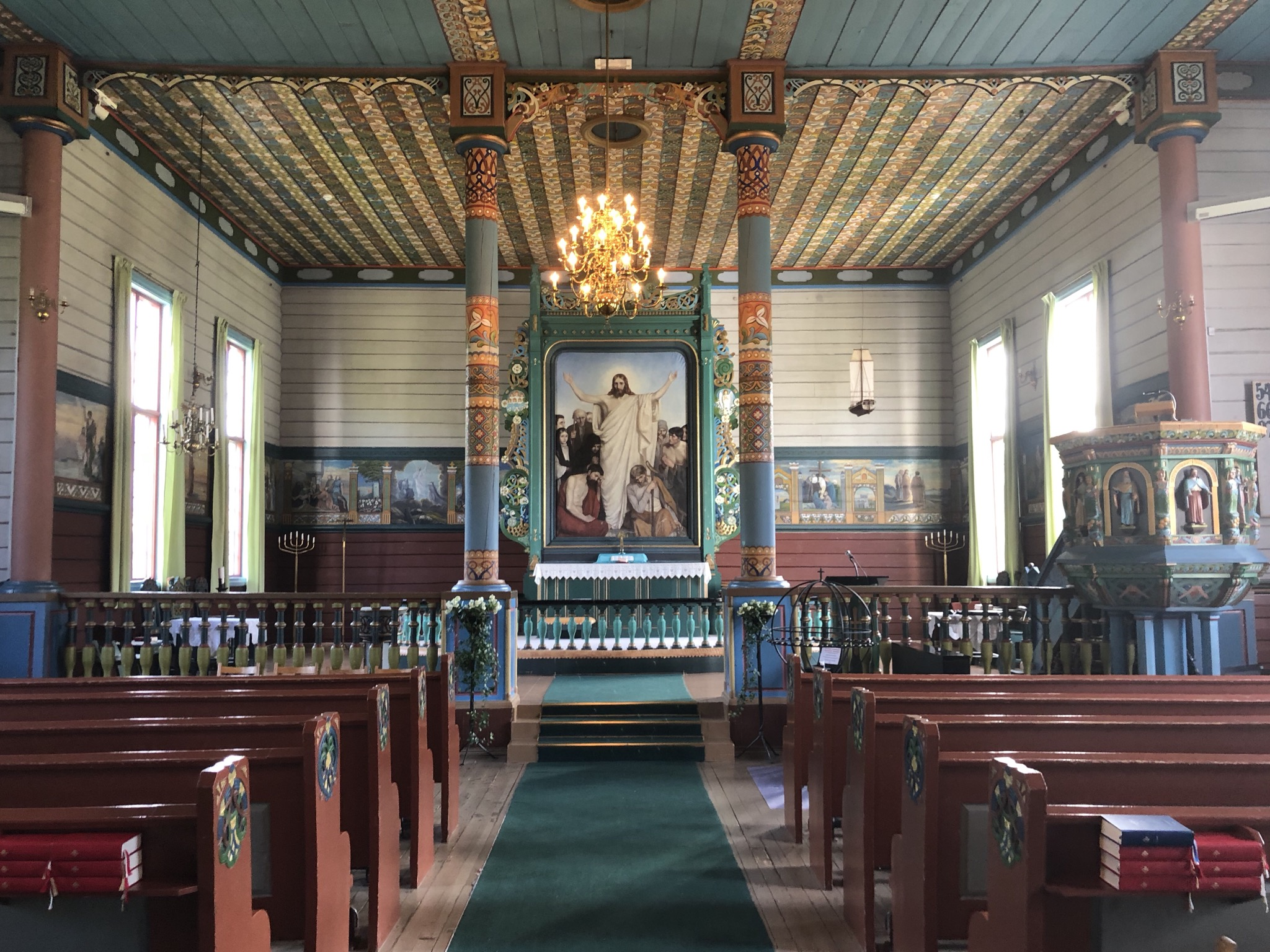
Blick durch das Kirchenschiff, 2019

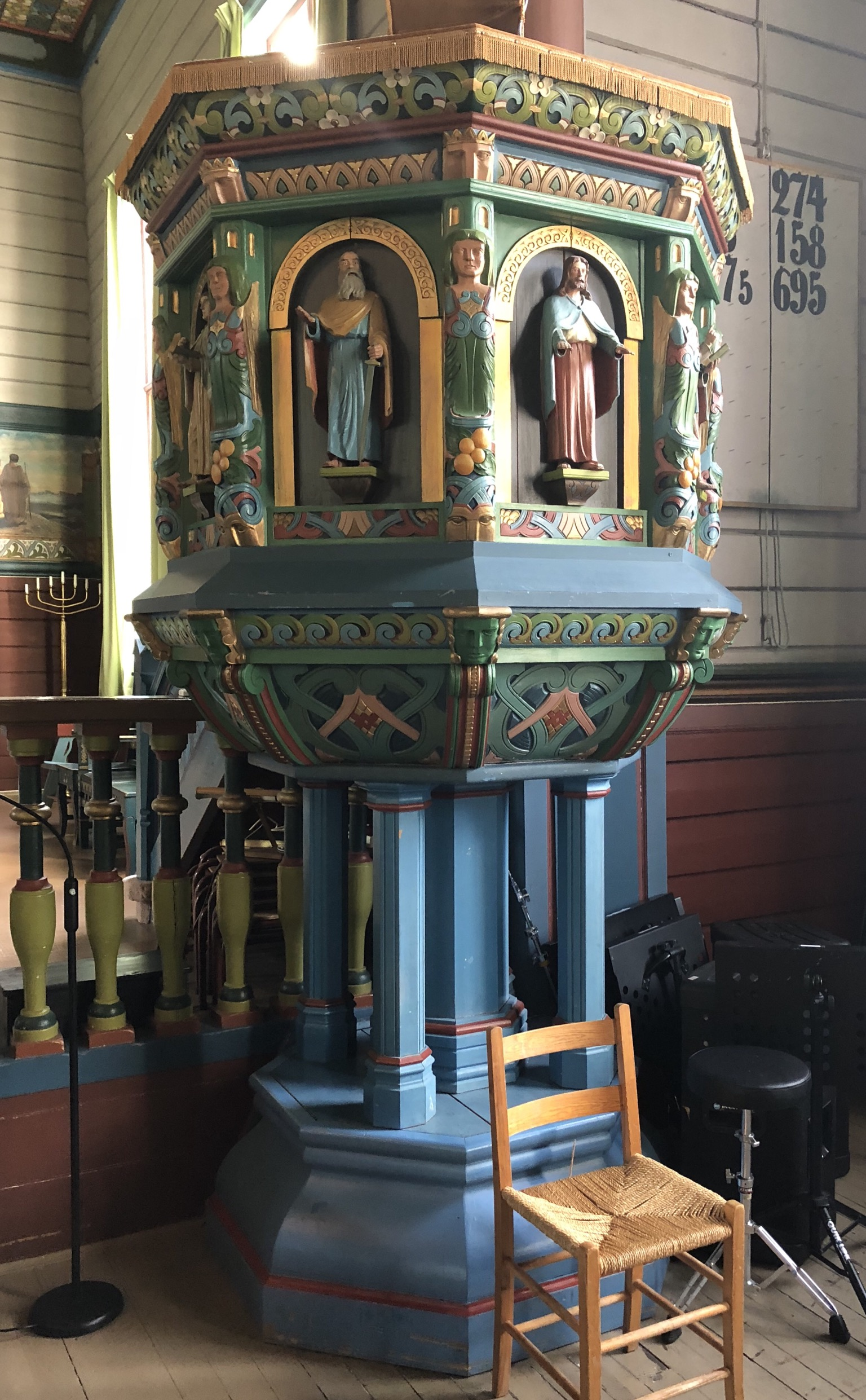
Kanzel

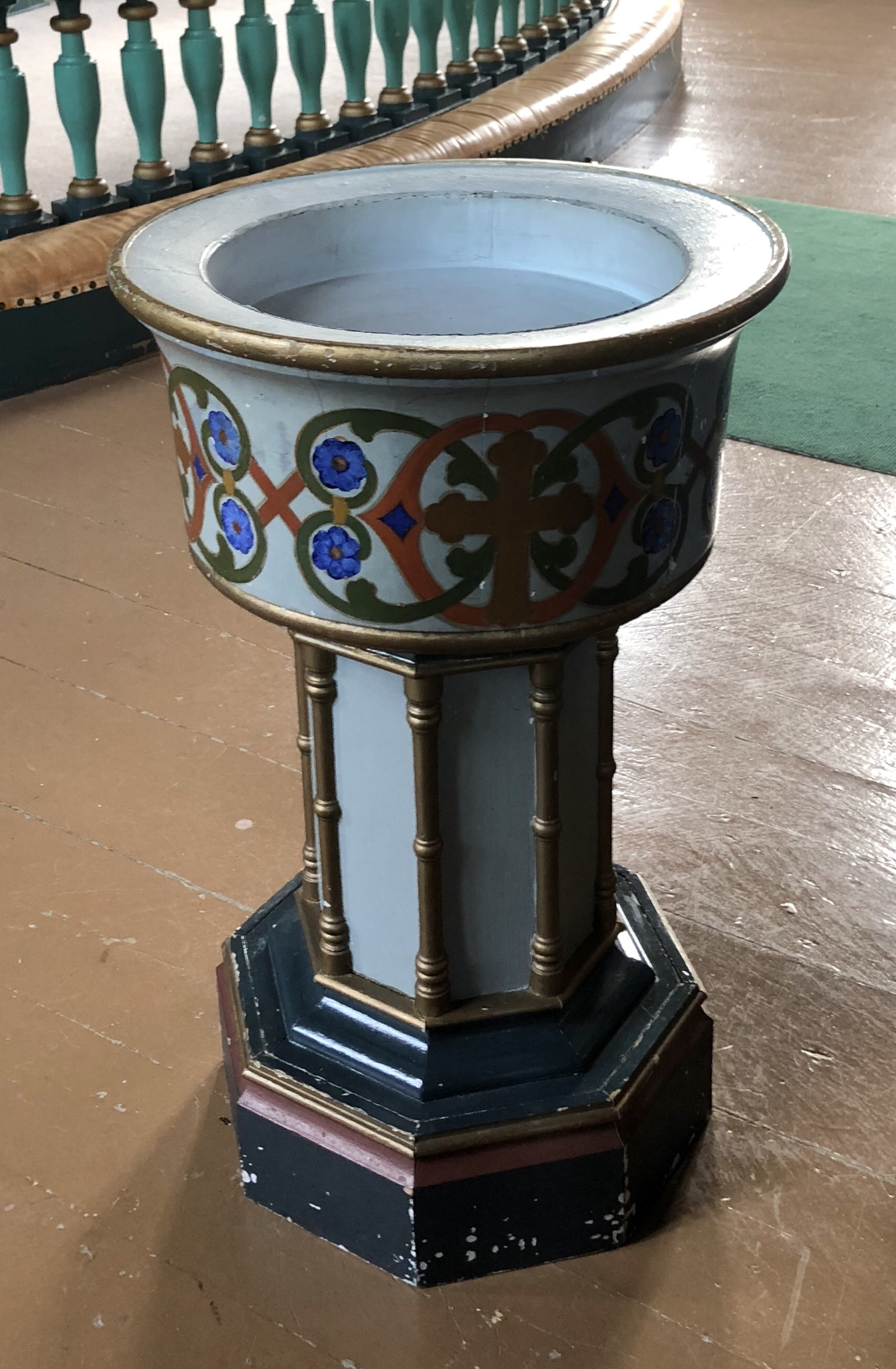
Taufe

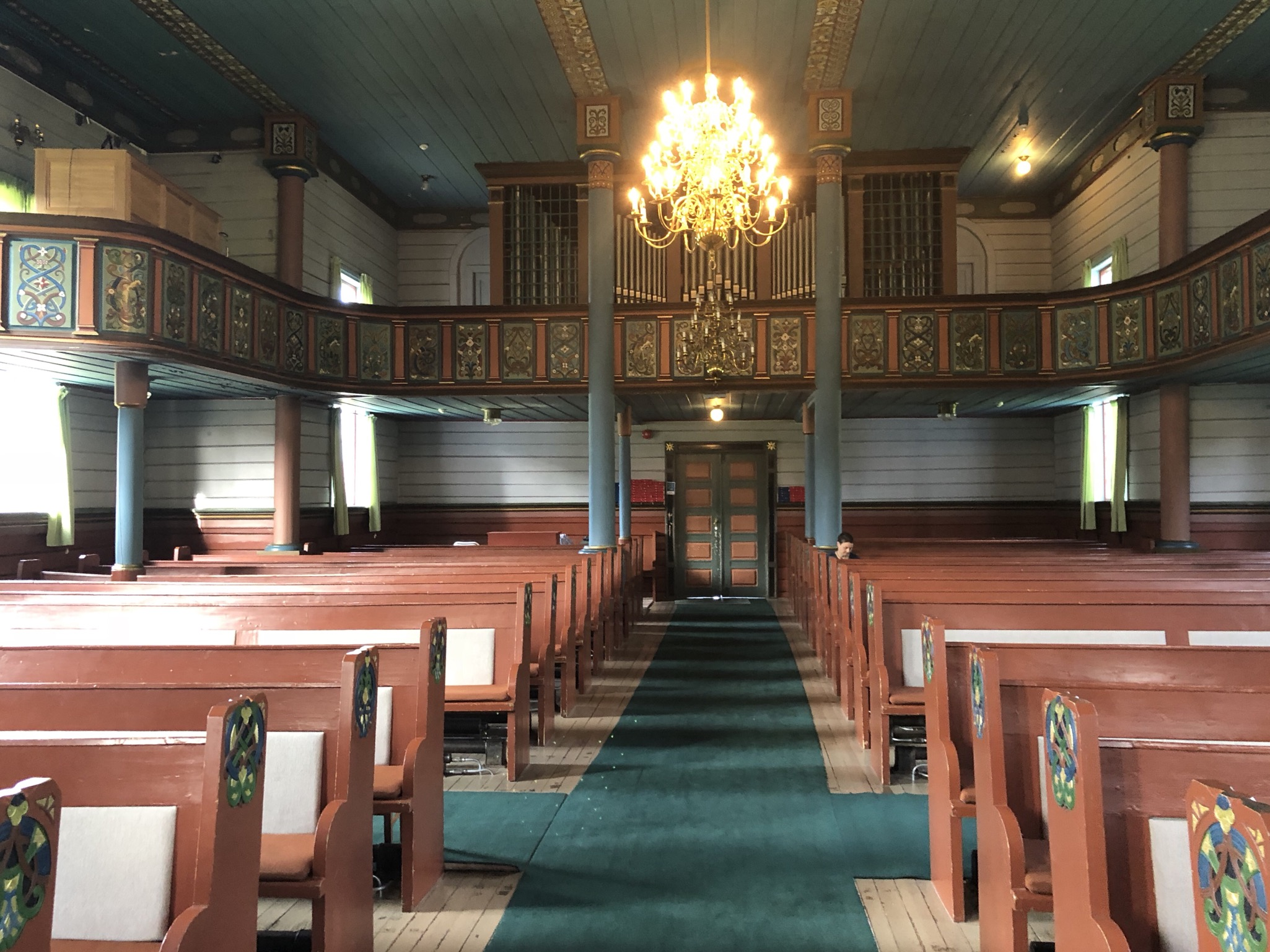
Blick zum Eingang und zur Orgel

Die Kirche von Eid (norwegisch Eid kyrkje) ist eine denkmalgeschützte Kirche der evangelisch-lutherischen Norwegischen Kirche in Nordfjordeid in der norwegischen Kommune Stad.
Sie liegt nördlich des Ortszentrums von Nordfjordeid und gehört auch zum Denkmalbereich Eidsgata og Tverrgata.

## Architektur und Geschichte
Eine erste bekannte Kirche für die Region bestand bereits im 11. Jahrhundert im Hof Myklebust. Eine erste urkundliche Erwähnung der Marienkirche ist in einem Brief des Bischofs Audfinn in Bjørgvin an den Priester in Eid aus dem Jahr 1322 überliefert. Vermutlich war dieser Kirchenbau als Stabkirche errichtet. Bereits im Jahr 1336 galt sie jedoch als baufällig. Bei einem Brand des Hofs Myklebust wurde auch die Kirche zerstört.
Noch im 14. Jahrhundert entstand jedoch eine neue Kirche. Sie wurde Kirche in Mel genannt und dürfte damit etwas nördlich des heutigen Standorts gestanden haben.
Vermutlich nach der Reformation erfolgte dann ein Neubau am heutigen Standort. Vermutlich wurde sie aus Holz mitsamt Kirchturm und Spitze errichtet. In der Zeit um 1680 wurde die Kirche restauriert und neben einem neuen Boden auch eine neue Decke. Nach einem Blitzschlag brannte sie jedoch im Jahr 1689 ab.
Bereits 1692 war dann an gleicher Stelle ein neuer Kirchenbau in Kreuzform entstanden. Die Kreuzarme hatten eine Länge von jeweils sieben Metern bei einer Breite von 7,5 Metern. In allen drei Armen standen Emporen. Der Kirchturm wurde von einer Spitze bekrönt. In der Kirche befand sich ein 1692 vom Kaufmann Alexander Dietrichsen Fester aus Vågsøy gemaltes Altarbild. Auf ihm war ein vergoldetes Kreuz auf blauem Hintergrund zu sehen. Im Hintergrund des Bildes waren Wolken dargestellt, die an den Bildrändern durch das Licht eines Sonnenaufgangs erstrahlten.
Mit der Fertigstellung des heutigen Baus wurde der Vorgängerbau abgerissen. Die Entscheidung zum Neubau war im Frühjahr 1846 gefallen, die Einweihung erfolgte am 29. Oktober 1849 durch den Bischof Peder Christian Hersleb Kjerschow. Die Bauausführung erfolgte nach Plänen des Kaufmanns Claus Wiese durch Ole Løken. Architektonisch lehnte man sich an den abgerissenen Vorgängerbau an. Ursprünglich verfügte die Kirche über 900 Plätze, heute (Stand 2019) bietet sie Platz für 750 Personen.
Die weiße Holzkirche ist als einschiffige Langkirche, mit zwei sehr kurzen Kreuzarmen ausgeführt. An den Langseite des Kirchenschiffs befinden sich auf Nord- und Südseite jeweils vier hohe rechteckige Fenster. Sowohl der Eingangsbereich als auch der nach Westen ausgerichtete Chorraum sind schmaler und niedriger ausgeführt als das Kirchenschiff.
Der Haupteingang ist auf der Westseite angeordnet. Er ist mit einem von Säulen getragenen Rundbogen verziert. Darüber hinaus gibt es auch Portale auf der Nord- und Südseite.
Als Turm besteht ein achteckiger Dachreiter, der an den Ecken mit blauen Verzierungen versehen ist. Bekrönt wird der mit vier kleinen, spitz zulaufenden Fenstern versehene Dachreiter durch eine Kuppel und Spitze. Das Kirchendach ist mit roten Ziegeln gedeckt.
1860 besuchte Bischof Jens Mathias Pram Kaurin die Kirche und bemängelte das Fehlen einer Sakristei. Erst 1915 wurde dann an der Ostseite eine kleine Sakristei gebaut, deren Eingang sich hinter dem Altar befindet.
Die Kirche ist von drei Friedhöfen umgeben.

## Innenausstattung
1915/1916 erfolgten Restaurierungsarbeiten durch Lars T. Kinsarvik. Auf ihn geht die üppige Verzierung mit Rosenmalereien und Drachenornamenten im Kircheninneren zurück. Nachdem 1965 die Rosenmalereien an der flachen Kirchendecke restauriert worden waren, erfolgte 2014 eine neuerliche Restaurierung der Malereien durch den Malermeister Kjell Arne Årset. Außerdem gibt es oben an den Wänden Friese mit Motiven aus der Bibel. Im Zuge der Arbeiten von 1915/16 wurde auch elektrischer Strom gelegt und eine Heizung eingebaut.
Im Inneren besteht eine von vier bis in das Dach hinauf reichenden Säulen getragene Empore. Zwischen den hohen Kirchenfenstern sind halbrunde, ockerfarbene Wandsäulen positioniert.
Das von Fester für den Vorgängerbau gemalte Altarbild befand sich bis 1892 auch in der heutigen Kirche, gilt heute jedoch als verschollen. Das jetzige Altarbild Christus Consollator (deutsch Christus der Tröster) wurde von Cecillie Dahl 1892 geschaffen. Es ist eine Kopie des Altarbildes der Sofie-Albertine-Kirche in Landskron. Der heutige Rahmen des Bildes entstand in zwei Phasen. Das Innere des Rahmens schuf Ole Holmø 1892 in Holmøane am Hornindalsvatnet. 1915 schuf Lars T. Kinsarvik gemeinsam mit seinem Sohn Arne Kinsarvik die Seitenteile und die Spitze.
Arne Kinsarvik schnitzte 1915 auch die Kanzel, die von seinem Vater bemalt wurde. Sie zeigt in sechs Rundbögen Holzskulpturen, von denen sich zwei als Christus und Paulus identifizieren lassen. Paulus trägt ein Schwert. Bei den anderen vier Figuren handelt es sich vermutlich um Evangelisten. Für eine Skulptur, die möglicherweise Matthäus darstellt, nutzte Arne Kinsarvik seinen Vater als Modell.
Die Taufe entstand 1885. Ihre Malereien wurden 1915 ebenfalls von Lars T. Kinsarvik angefertigt. Deutlich älter ist die in der Taufe befindliche Taufschüssel aus Messing, die vom Ende des 16. Jahrhunderts stammt. Sie zeigt in ihrer Mitte Darstellungen von Adam und Eva. In der Kirche befindet sich darüber hinaus eine ebenfalls aus Messing gefertigte Taufkanne. Sie entstand 1963, ist jedoch eine Kopie der Taufkanne der Stabkirche Heddal.
Die Kirche von Eid verfügt über zwei Glocken. Die ältere wurde im Jahr 1700 vom Bergener Glockengießer Simon Henrichsøn aus Bronze gegossen, die man 1689 aus der niedergebrannten Vorgängerkirche geborgen hatte. Die Glockeninschrift lautet: Von Simon Henrichsøn gegossen in Bergen 1700. Die zweite Glocke wurde 1903 in Deutschland gegossen. Ihre Inschrift stammt aus der Offenbarung des Johannes 22, 17: Wer da will, nehme das Wasser des Kebens umsonst!.
Eine erste siebenstimmige Orgel erhielt die Kirche erst im Jahr 1898. Die heutige Orgel wurde 1961 von J. H. Jørgensen gebaut und verfügt über 21 Stimmen. 2014 erfolgte eine Renovierung der Orgel durch Bower & Co. aus Norwich, Großbritannien. Dabei erhielt das Instrument auch neue Orgelmanuale und hat jetzt 41 Stimmen.